# Dumfries (Wirginia)
Dumfries – miasto w Stanach Zjednoczonych, w stanie Wirginia, w hrabstwie Prince William.